# Polythrena coloraria
Polythrena coloraria là một loài bướm đêm trong họ Geometridae.